# Helianthemum ordosicum
Helianthemum ordosicum är en solvändeväxtart som beskrevs av Y.Z. Zhao, Zong Y. Zhu och R. Cao. Helianthemum ordosicum ingår i släktet solvändor, och familjen solvändeväxter. Inga underarter finns listade i Catalogue of Life.